# ミョーリー・ウー
ミョーリー・ウー（胡杏兒、Myolie Wu、1979年11月6日 - ）は、香港生まれの女優、歌手である。愛称はMYO、老MYなど。身長172cm、体重47kg。星座はさそり座。香港科技大学生化学学部中退。TVB、TVBミュージック所属。1999年度ミス香港第3位。

## 出演作品

### テレビドラマ (TVB)
太字は主役もしくはヒロイン役。
- 2001年：「婚前昏後」 - 常平平 役
- 2001年：「錦良縁」 - 程穎姿 役
- 2001年：「婚姻乏術」 - 程曉君 役
- 2002年：「法網伊人」 - 杜比比 役
- 2002年：「再生縁」 - 劉燕玉 役
- 2002年：「流金歳月」 - 丁善茵 役
- 2002年：「絶世好爸」 - 高翠怡（Polly）役
- 2003年：「皆大歓喜」 - 袁盈（ゲスト）役
- 2003年：「律政新人王」 - 鍾清鈴（Ling Ling）役
- 2003年：「恋するパイロット」 - 蘇怡（Zoe）役
- 2004年：「下一站彩虹」 - 顧樂敏（Michelle）役
- 2005年：「西廂奇縁」 - 紅娘 役
- 2005年：「同撈同煲」 - 鄭碧雲 役
- 2005年：「情迷黒森林」 - 唐霜 役
- 2005年：「我的野蛮奶奶」 - 田力 役
- 2005年：「識法代言人」 - 沈一言 役
- 2006年：「肥田囍事」 - 何美田（肥田） 役
- 2006年：「追魂交易」 - 江健兒 役
- 2007年：「鄭板橋」 - 饒五妹 役
- 2007年：「乱世佳人」 - 顧平安 役
- 2007年：「歳月風雲」 - 方秉怡 役
- 2008年：「野蛮奶奶大戰戈師奶」 - 周麗敏（阿蚊）役
- 2008年：「太極」 - 言子規／司琴 役
- 2008年：「当狗愛上猫」 - 周自瑜 役
- 2010年：「美人心計〜一人の妃と二人の皇帝〜」
- 2017年：「月に咲く花の如く」
- 未放映：「烈火雄心III」 - 高惠盈 役
- 未放映：「秋香怒点唐伯虎」 - 秋香 役

## 音楽作品

### テレビドラマ歌曲
- 2005年：嫁衣裳（「西廂奇縁」主題歌）（呉卓義とのデュエット）
- 2005年：同撈同煲（「同撈同煲」主題歌）（郭晋安、馬国明、江芷妮と共に合唱）
- 2005年：家規（「我的野蛮奶奶」主題歌）（リザ・ウォン、黄宗沢と共に合唱）
- 2006年：幸而（「乱世佳人」主題歌）（アルバム『金牌女兒紅』に収録）
- 2006年：醜得漂亮（「肥田囍事」主題歌）（許志安とのデュエット）
- 2006年：猪小姐（「肥田囍事」挿入歌）
- 2008年：感激遇到你（「野蛮奶奶大戰戈師奶」挿入歌）（黄宗沢とのデュエット）
- 2008年：最難過今天（「野蛮奶奶大戰戈師奶」挿入歌）（王浩信とのデュエット）
- 2008年：当狗愛上猫（「当狗愛上猫」主題歌）（羅嘉良とのデュエット）

### その他の歌曲
- 2002年：一加一（メトロラジオドラマ「恋愛星空4+4」主題歌）
- 2008年：朱古力与雲呢拿（テレビアニメ「シュガシュガルーン」広東語版主題歌）（バーニス・リウとのデュエット）
- 2009年：keroro OP9広東話版（テレビアニメ「ケロロ軍曹」広東語版主題歌）（張智霖とのデュエット）

## 広告
- 1999年：盈康活健康食品
- 2000年：NECパソコン
- 2005年,2008年：香港不動産協会、管理修理総合計画 イメージキャラクター
- 2005-2006年：現代経典婚紗 - ウェディングドレスのコマーシャル
- 2008年：泰林無線電行（黄宗沢と共演）
- 2008年：TEMPORIS - 腕時計のコマーシャル